# Championnat d'Europe de beach soccer 2003
Navigation
2002 2004
L'Euro Beach Soccer League 2003 est la 6e édition de l'Euro Beach Soccer League, la plus importante compétition européenne de beach soccer.
L'Espagne remporte un quatrième titre européen.

## Phase régulière

### Division A

#### Étape 1
Cette étape a lieu à Estoril du 6 au 8 juin. Le Portugal remporte une onzième étape.
| Équipe     | J | G | G+ | P | Bp | Bc | +/- | Pts |
| ---------- | - | - | -- | - | -- | -- | --- | --- |
| Portugal   | 3 | 3 | 0  | 0 | 21 | 9  | +12 | 9   |
| Italie     | 3 | 1 | 1  | 1 | 11 | 11 | 0   | 5   |
| Espagne    | 3 | 1 | 0  | 2 | 11 | 11 | 0   | 3   |
| Angleterre | 3 | 0 | 0  | 3 | 7  | 19 | -12 | 0   |

#### Étape 2
Cette étape a lieu à Brighton du 27 au 29 juin. Le Portugal remporte une douzième étape.
| Équipe     | J | G | G+ | P | Bp | Bc | +/- | Pts |
| ---------- | - | - | -- | - | -- | -- | --- | --- |
| Portugal   | 3 | 2 | 0  | 1 | 16 | 11 | +5  | 6   |
| France     | 3 | 2 | 0  | 1 | 12 | 12 | 0   | 6   |
| Italie     | 3 | 1 | 1  | 1 | 14 | 13 | +1  | 5   |
| Angleterre | 3 | 0 | 0  | 3 | 14 | 20 | -6  | 0   |

#### Étape 3
Cette étape a lieu à Marseille du 4 au 6 juillet. L'Espagne remporte une dixième étape.
| Équipe   | J | G | G+ | P | Bp | Bc | +/- | Pts |
| -------- | - | - | -- | - | -- | -- | --- | --- |
| Espagne  | 3 | 3 | 0  | 0 | 26 | 12 | +14 | 9   |
| Portugal | 3 | 2 | 0  | 1 | 19 | 22 | -3  | 6   |
| France   | 3 | 1 | 0  | 2 | 20 | 25 | -5  | 3   |
| Italie   | 3 | 0 | 0  | 3 | 17 | 23 | -6  | 0   |

#### Étape 4
Cette étape a lieu à Lignano Sabbiadoro du 25 au 27 juillet. L'Espagne remporte une onzième étape.
| Équipe     | J | G | G+ | P | Bp | Bc | +/- | Pts |
| ---------- | - | - | -- | - | -- | -- | --- | --- |
| Espagne    | 3 | 3 | 0  | 0 | 19 | 8  | +11 | 9   |
| Italie     | 3 | 2 | 0  | 1 | 13 | 9  | +4  | 6   |
| France     | 3 | 0 | 1  | 2 | 12 | 16 | -4  | 2   |
| Angleterre | 3 | 0 | 0  | 3 | 9  | 20 | -11 | 0   |

#### Étape 5
Cette étape a lieu à Palma de Majorque du 8 au 10 août. L'Espagne remporte une douzième étape.
| Équipe     | J | G | G+ | P | Bp | Bc | +/- | Pts |
| ---------- | - | - | -- | - | -- | -- | --- | --- |
| Espagne    | 3 | 3 | 0  | 0 | 19 | 12 | +7  | 9   |
| France     | 3 | 2 | 0  | 1 | 22 | 13 | +9  | 6   |
| Portugal   | 3 | 1 | 0  | 2 | 17 | 16 | +1  | 3   |
| Angleterre | 3 | 0 | 0  | 3 | 10 | 27 | -17 | 0   |

### Division B

#### Étape 1
La première épreuve se déroule à Stavanger en Norvège du 18 au 20 juillet. La Norvège remporte cette étape.
| Équipe   | J | G | G+ | P | Bp | Bc | +/- | Pts |
| -------- | - | - | -- | - | -- | -- | --- | --- |
| Norvège  | 3 | 2 | 1  | 0 | 22 | 9  | +13 | 8   |
| Suisse   | 3 | 2 | 0  | 1 | 12 | 10 | +2  | 6   |
| Belgique | 3 | 1 | 0  | 2 | 10 | 15 | -5  | 3   |
| Autriche | 3 | 0 | 0  | 3 | 14 | 24 | -10 | 0   |

#### Étape 2
La seconde étape a lieu à Linz en Autriche du 25 au 27 juillet. L'Autriche sort vainqueur.
| Équipe   | J | G | G+ | P | Bp | Bc | +/- | Pts |
| -------- | - | - | -- | - | -- | -- | --- | --- |
| Autriche | 3 | 2 | 0  | 1 | 27 | 21 | +6  | 6   |
| Suisse   | 3 | 2 | 0  | 1 | 21 | 14 | +7  | 6   |
| Norvège  | 3 | 1 | 0  | 2 | 15 | 26 | -11 | 3   |
| Belgique | 3 | 1 | 0  | 2 | 14 | 16 | -2  | 3   |

#### Étape 3
La troisième étape a lieu à Bern en Suisse du 15 au 17 août. La Norvège remporte cette étape.
| Équipe   | J | G | G+ | P | Bp | Bc | +/- | Pts |
| -------- | - | - | -- | - | -- | -- | --- | --- |
| Norvège  | 3 | 1 | 1  | 1 | 20 | 25 | -5  | 5   |
| Belgique | 3 | 1 | 1  | 1 | 14 | 11 | +3  | 5   |
| Autriche | 3 | 1 | 0  | 2 | 15 | 13 | +2  | 3   |
| Suisse   | 3 | 0 | 1  | 2 | 19 | 19 | 0   | 2   |

#### Étape 4
Cette étape a lieu à Knokke en Belgique du 22 au 24 août. La Suisse remporte cette étape.
| Équipe   | J | G | G+ | P | Bp | Bc | +/- | Pts |
| -------- | - | - | -- | - | -- | -- | --- | --- |
| Suisse   | 3 | 3 | 0  | 0 | 18 | 12 | +6  | 9   |
| Norvège  | 3 | 1 | 0  | 2 | 13 | 18 | -5  | 3   |
| Belgique | 3 | 1 | 0  | 2 | 19 | 15 | +4  | 3   |
| Autriche | 3 | 0 | 1  | 2 | 16 | 21 | -5  | 2   |

## Classements cumulés

### Division A
| Équipe     | J  | V  | V+ | D  | Bp | Bc | +/- | Pts |
| ---------- | -- | -- | -- | -- | -- | -- | --- | --- |
| Espagne    | 12 | 10 | 0  | 2  | 75 | 43 | +32 | 30  |
| Portugal   | 12 | 8  | 0  | 4  | 73 | 58 | +15 | 24  |
| France     | 12 | 5  | 1  | 6  | 66 | 66 | 0   | 17  |
| Italie     | 12 | 4  | 2  | 6  | 55 | 56 | -1  | 16  |
| Angleterre | 12 | 0  | 0  | 12 | 40 | 86 | -46 | 16  |

| Directement qualifié pour les demi-finales | Qualifié pour le tour préliminaire |

### Division B
| Équipe   | J  | V | V+ | D | Bp | Bc | +/- | Pts |
| -------- | -- | - | -- | - | -- | -- | --- | --- |
| Suisse   | 12 | 7 | 1  | 4 | 70 | 55 | +15 | 23  |
| Norvège  | 12 | 5 | 2  | 5 | 70 | 78 | -8  | 19  |
| Belgique | 12 | 4 | 1  | 7 | 57 | 57 | 0   | 14  |
| Autriche | 12 | 3 | 1  | 8 | 72 | 79 | -7  | 11  |

| Qualifié pour le tour préliminaire |

## Super-finale
La Super-finale a lieu à Knokke du 29 au 31 août. L'Espagne s'offre un quatrième titre européen.
- Tour préliminaire :
  - Suisse  6-5 a. p.  Norvège

- - France  4-3  Italie
- demi-finales :
  - Espagne  9-3  Suisse

- - France  7-6  Portugal
- 5e place : Italie  7-6 a. p.  Norvège

- 3e place : Portugal  8-4  Suisse

- Finale : Espagne  8-7 a. p.  France

## Classement final
| Rang | Équipe   |
| ---- | -------- |
| 1    | Espagne  |
| 2    | France   |
| 3    | Portugal |
| 4    | Suisse   |
| 5    | Italie   |
| 6    | Norvège  |

## Distinctions
- Meilleur joueur :  Amarelle
- Meilleur buteur :  Madjer
- Meilleur gardien :  Adrian Lingenhag